# Satura
Satura (укр. «Суміш») — третій студійний альбом швейцарського гурту Lacrimosa. Реліз відбувся в 1993 році. Випуску передував сингл Alles Lüge. Це перший альбом гурту, на якому присутні елементи готичного року. Також на головний трек був знятий перший кліп гурту, який увійшов в першу збірку кліпів The Clips 1993 - 1995. Після випуску цього альбому стартував першій в історії гурту концертний тур. 

## Список композицій
| #  | Назва            | Автор      | Тривалість |
| -- | ---------------- | ---------- | ---------- |
| 1. | «Satura»         | Тіло Вольф | 9:23       |
| 2. | «Erinnerung»     | Тіло Вольф | 6:38       |
| 3. | «Crucifixio»     | Тіло Вольф | 6:24       |
| 4. | «Versuchung»     | Тіло Вольф | 8:38       |
| 5. | «Das Schweigen»  | Тіло Вольф | 8:04       |
| 6. | «Flamme Im Wind» | Тіло Вольф | 10:31      |